# Archimede - La scienza secondo Italia 1
Archimede - La scienza secondo Italia 1 è stato un programma televisivo italiano di divulgazione scientifica andato in onda dal 2012 al 2013 su Italia 1 con la conduzione di Niccolò Torielli  e la regia di Charlie Tango.

## Il programma
Lo studio del programma rappresentava uno stravagante laboratorio, affinché si renda l'idea che quando si trattano argomenti scientifici, storici e tecnologici non ci si deve per forza prendere troppo sul serio. Nel corso della puntata venivano, inoltre, dimostrati vari semplici esperimenti, che i telespettatori potevano ripetere da soli, e trasmessi reportage e documentari scientifici di stampo internazionale.
La prima edizione del programma è andata in onda a fine primavera 2012 con buoni risultati. La seconda edizione è andata in onda nell'autunno dello stesso anno con ascolti leggermente inferiori ma buoni. La terza e ultima edizione è stata trasmessa dal 23 giugno al 25 agosto 2013 prima della chiusura definitiva del programma.

## Produzione
Era una coproduzione RTI - The Munchies Movie Production.

### Autori
Gli autori del programma erano Barbara Ancillotti, Cesare Vodani, Elisabetta Cianci, Monica Madrisan e Ilaria Tiberio.

## Edizioni e puntate

### Riepilogo
| Edizione            | Inizio          | Fine            | Puntate | Ascolti | Presentatore     |
| ------------------- | --------------- | --------------- | ------- | ------- | ---------------- |
| 1ª (primavera 2012) | 27 maggio 2012  | 17 giugno 2012  | 4       | 9,19%   | Niccolò Torielli |
| 2ª (autunno 2012)   | 23 ottobre 2012 | 2 dicembre 2012 | 7       | 5,50%   | Niccolò Torielli |
| 3ª (estate 2013)    | 23 giugno 2013  | 25 agosto 2013  | 10      | 7,70%   | Niccolò Torielli |

#### Prima edizione
| Puntata | Data           | Telespettatori | Share  |
| ------- | -------------- | -------------- | ------ |
| 1       | 27 maggio 2012 | 1.637.000      | 8,86%  |
| 2       | 3 giugno 2012  | 1.612.000      | 8,81%  |
| 3       | 10 giugno 2012 | 1.906.000      | 10,66% |
| 4       | 17 giugno 2012 | 1.442.000      | 8,44%  |

#### Seconda edizione
| Puntata | Data             | Telespettatori | Share |
| ------- | ---------------- | -------------- | ----- |
| 1       | 23 ottobre 2012  | 1.419.000      | 5,17% |
| 2       | 30 ottobre 2012  | 1.187.000      | 5,53% |
| 3       | 6 novembre 2012  | 1.393.000      | 5,09% |
| 4       | 11 novembre 2012 | 1.352.000      | 6,50% |
| 5       | 18 novembre 2012 | 1.218.000      | 5,95% |
| 6       | 25 novembre 2012 | 1.120.000      | 5,03% |
| 7       | 2 dicembre 2012  | 1.172.000      | 5,24% |

#### Terza edizione
| Puntata      | Data           | Telespettatori | Share |
| ------------ | -------------- | -------------- | ----- |
| 1            | 23 giugno 2013 | 1.244.000      | 7,45% |
| 2            | 30 giugno 2013 | 1.232.000      | 6,41% |
| 3            | 7 luglio 2013  | 1.398.000      | 7,82% |
| 4            | 14 luglio 2013 | 1.358.000      | 8,06% |
| 5 (1ª parte) | 20 luglio 2013 | 998.000        | 5,94% |
| 5 (2ª parte) | 21 luglio 2013 | 1.675.000      | 8,60% |
| 6            | 28 luglio 2013 | 919.000        | 6,18% |
| 7            | 4 agosto 2013  | 914.000        | 6,44% |
| 8            | 11 agosto 2013 | 714.000        | 5,40% |
| 9            | 18 agosto 2013 | 746.000        | 4.92% |
| 10           | 25 agosto 2013 | 926.000        | 5,42% |